# Tandmos
Tandmos (Barbilophozia) is een geslacht  van levermossoorten uit de trapmosfamilie (Lophoziaceae).

## Determinatie
De middelgrote planten groeien liggend tot rechtop. De bladeren zijn meestal duidelijk breder dan lang en drie- tot vierlobbig. Bij een aantal soorten bevinden zich trilhaartjes aan de basis van de bladeren. De onderbladeren zijn gespleten en soms zelfs geheel afwezig.
De soorten zijn tweehuizig, vaak steriel. De ei- tot peervormige perianthia zijn diep gevouwen. Soms worden broedlichamen gevormd.

## Soorten
Wereldwijd telt het geslacht elf soorten.
De volgende soorten komen onder meer voor in Europa:
- Barbilophozia atlantica
- Barbilophozia attenuata (Steil tandmos)
- Barbilophozia barbata (Glanzend tandmos)
- Barbilophozia floerkei (Spits tandmos)
- Barbilophozia hatcheri (Gestekeld tandmos)
- Barbilophozia kunzeana
- Barbilophozia lycopodioides
- Barbilophozia quadriloba (Kaal tandmos)
- Barbilophozia rubescens
- Barbilophozia sudetica